# 2014 în Bulgaria

Următoarele evenimente, listate mai jos, s-au întâmplat în  Bulgaria în decursul anului 2014.

## Oficiali în funcție
- Președinte, Rosen Plevneliev;
- Prim ministru, 
  - până la 6 august, Plamen Oresharski,
  - între 6 august și 7 noiembrie, Georgi Bliznashki și
  - începând cu 7 noiembrie, Boyko Borisov.

## Evenimente

### Aprilie
- 11 aprilie -- Secretarul General al NATO -- Anders Fogh Rasmussen a vizitat Bulgaria și s-a întâlnit cu președintele Rosen Plevneliev; în timpul vizitei declară că Rusia trebuie să-și retragă trupele de la granița cu Ucraina. [1]